# Nuestra Señora del Pópulo
Nuestra Señora del Pópulo o el Pique es un sitio histórico bajo el agua ubicado en Homestead, Florida. Nuestra Señora del Pópulo se encuentra inscrito  en el Registro Nacional de Lugares Históricos de Estados Unidos desde el 15 de junio de 2006.

## Ubicación
El Nuestra Señora del Pópulo se encuentra dentro del condado de Miami-Dade en las coordenadas 25°39′00″N 80°05′00″O / 25.65, -80.083333.